# Lista över sommarvärdar under 2020-talet
Detta är en kronologisk lista över personer som varit sommarpratare, det vill säga värdar för radioprogrammet Sommar i P1 under 2020-talet.
För andra decennier se:
<<
1950-talet |
1960-talet |
1970-talet |
1980-talet |
1990-talet | 
2000-talet | 
2010-talet 
>>

## Sommar 2020
- 20 juni – Greta Thunberg, klimataktivist
- 21 juni – Shima Niavarani, skådespelare, dramatiker, artist
- 22 juni – Ulf Lundell, musiker, författare, bildkonstnär
- 23 juni – Mona Sahlin, före detta politiker
- 24 juni – Anders Tegnell, infektionsläkare, statsepidemiolog
- 25 juni – Gry Forssell, programledare
- 26 juni – Björn Natthiko Lindeblad, civilekonom, föreläsare, före detta buddhistmunk
- 27 juni – Micael Bydén, överbefälhavare
- 28 juni – Sofie Sarenbrant, författare
- 29 juni – Hasse Andersson, sångare, låtskrivare
- 30 juni – Niklas Adalberth, företagsledare, entreprenör
- 1 juli – Staffan de Mistura, diplomat
- 2 juli – Therese Lindgren, influerare, författare
- 3 juli – Cathrine Winnes, dirigent
- 4 juli – Hedda Stiernstedt, skådespelare
- 5 juli – Robin Söderling, före detta tennisspelare
- 6 juli – Betlehem Isaak, student, författare, krönikör, dotter till Dawit Isaak
- 7 juli – Sara Bäckmo, journalist, bloggare, trädgårdsodlare
- 8 juli – Anders Borg, före detta finansminister
- 9 juli – Eveline Jacobson, specialistsjuksköterska
- 10 juli – Sofia Wistam, programledare, fotograf, stylist
- 11 juli – Patrik Svensson, journalist, författare
- 12 juli – Alessandro ”Alesso” Lindblad, DJ, musikproducent
- 13 juli – Emma Örtlund, fotomodell, skådespelare
- 14 juli – Rasmus Troedsson, skådespelare, journalist
- 15 juli – Torbjörn Johannesson, major (lyssnarnas sommarvärd)[2]
- 16 juli – Linda ”Miss Li” Karlsson, sångare, pianist
- 17 juli – Kjell A. Nordström, ekonomie doktor, föreläsare, författare
- 18 juli – Klara Zimmergren, skådespelare, komiker, programledare
- 19 juli – Gunilla von Platen, företagsledare, entreprenör
- 20 juli – Ola Wong, journalist, författare, föreläsare
- 21 juli – Emma Adbåge, författare, illustratör
- 22 juli – David Sundin, komiker, programledare, manusförfattare
- 23 juli – Karin Smirnoff, författare, företagare
- 24 juli – Anna Bennich, psykolog, psykoterapeut, författare
- 25 juli – Albin Ekdal, fotbollsspelare
- 26 juli – Camilla Lif, präst
- 27 juli – Rojda Sekersöz, filmregissör
- 28 juli – Björn Olsen, överläkare, professor i infektionssjukdomar
- 29 juli – Lars Wallin, modeskapare
- 30 juli – Malin Byström, operasångerska
- 31 juli – Simon J Berger, skådespelare
- 1 augusti – Martin Lorentzon, IT-entreprenör, företagsledare
- 2 augusti – Anna Takanen, skådespelare, regissör, författare
- 3 augusti – Mustafa Mohamed, idrottsman, löpare
- 4 augusti – Svante Lindqvist, musiker, författare, dramatiker
- 5 augusti – Lena Endre, skådespelare
- 6 augusti – Patrik Lundberg, journalist, författare, föreläsare
- 7 augusti – Martin Hägglund, filosof, litteraturforskare
- 8 augusti – Miriam Haley, producent
- 9 augusti – Marie-Louise Ekman, konstnär, filmare, regissör
- 10 augusti – Olof Stenhammar, lantbrukare, entreprenör, finansman
- 11 augusti – Emma Eliasson, före detta ishockeyspelare
- 12 augusti – Johan H. Andresen, företagsledare
- 13 augusti – Yngve Gustafson, professor i geriatrik
- 14 augusti – Awad Olwan, imam
- 15 augusti – Siri Hustvedt, författare
- 16 augusti – Laleh Pourkarim, artist, producent, låtskrivare

## Sommar 2021
- 26 juni – Benjamin Ingrosso, artist, låtskrivare
- 27 juni – Niklas Strömstedt, sångare, musiker, låtskrivare
- 28 juni – Karin Bodin, vd Polarbrödsgruppen
- 29 juni – Michael Lindgren, skådespelare, regissör, producent
- 30 juni – Denise Rudberg, författare
- 1 juli – Ingrid Carlberg, författare, journalist
- 2 juli – Amie Bramme Sey, journalist, programledare
- 3 juli – Tareq Taylor, kock, krögare
- 4 juli – Mikael Dolsten, forskningschef Pfizer, läkare
- 5 juli – Fredrik Steen, hundcoach
- 6 juli – Anna Kinberg Batra, rådgivare, föreläsare, före detta partiledare
- 7 juli – Peter Sjölund, släktforskare
- 8 juli – Amelia Adamo, journalist, författare, före detta chefredaktör
- 9 juli – Tomas J. Philipson, ekonom
- 10 juli – Sven-Göran Eriksson, fotbollstränare
- 11 juli – Inger Nilsson, skådespelare
- 12 juli – Nadim Ghazale, polis
- 13 juli – Agneta Sjödin, programledare, poddare, författare
- 14 juli – Mathilda Hofling, medicinsk sekreterare, fotograf (lyssnarnas sommarvärd)[3]
- 15 juli – Mats Jonsson, serietecknare, författare, redaktör
- 16 juli – Nina Burton, poet, författare, essäist
- 17 juli – Kristina ”Keyyo” Petrushina, komiker, programledare
- 18 juli – Peter Jöback, sångare, skådespelare
- 19 juli – Hanna Wallensteen, psykolog, föreläsare
- 20 juli – Henrik Ekman, biolog, miljöjournalist
- 21 juli – Lap-See Lam, konstnär
- 22 juli – Jens Stoltenberg, Natos generalsekreterare
- 23 juli – Malin Broman, violinist, konsertmästare
- 24 juli – Jacob Hård, journalist
- 25 juli – Jonas Karlsson, skådespelare, författare
- 26 juli – Olga Persson, förbundsordförande Unizon
- 27 juli – Merit Hemmingson, musiker, kompositör, sångare
- 28 juli – Peter Carlsson, vd Northvolt
- 29 juli – Goran Kapetanović, filmregissör, manusförfattare
- 30 juli – Gunhild ”Ninis” Rosqvist, professor i geografi, glaciolog
- 31 juli – Nils van der Poel, skridskoåkare
- 1 augusti – Parisa Amiri, programledare, journalist
- 2 augusti – Ingmar Skoog, överläkare, professor i psykiatri
- 3 augusti – Elin Anna Labba, författare, journalist
- 4 augusti – Lisen Bratt Fredricson, ryttare, entreprenör
- 5 augusti – Sara Bruun, språklärare
- 6 augusti – Sten Ljunggren, skådespelare
- 7 augusti – Tousin ”Tusse” Chiza, sångare
- 8 augusti – Jessica Meir, astronaut, marinbiolog
- 9 augusti – Claudia Olsson, företagsledare, entreprenör
- 10 augusti – Lina Watz, simmare
- 11 augusti – Alexandre Antonelli, biolog, professor i biologisk mångfald
- 12 augusti – Anna-Lena Laurén, journalist
- 13 augusti – Rahel Belatchew, arkitekt
- 14 augusti – Anders ”Ankan” Johansson, komiker
- 15 augusti – Gizem Erdogan, skådespelare
- 16 augusti – Janne Schaffer, musiker, kompositör
- 17 augusti – Ullakarin Nyberg, överläkare, psykiater, suicidforskare
- 18 augusti – Pia Cramling, schackspelare
- 19 augusti – Nicolas Lunabba, verksamhetsansvarig Helamalmö
- 20 augusti – Selam Fessahaye, designer, stylist
- 21 augusti – Hans Rosenfeldt, författare, programledare
- 22 augusti – Zara Larsson, artist, låtskrivare

## Sommar 2022
- 25 juni – Pär Lernström, programledare
- 26 juni – Lena Philipsson, artist, låtskrivare
- 27 juni – Diamant Salihu, journalist, författare
- 28 juni – Emma Hamberg, författare
- 29 juni – Gudrun Persson, Rysslandsexpert FOI
- 30 juni – Camilla Hamid, influerare, kokboksförfattare, hemkunskapslärare
- 1 juli – Edvin Ryding, skådespelare
- 2 juli – Christian von Koenigsegg, vd, grundare sportbilsmärket Koenigsegg
- 3 juli – Charlotte Kalla, längdskidåkare
- 4 juli – Felicia Nestler, student
- 5 juli – Amat Levin, journalist, författare
- 6 juli – Mischa Billing, sommelier, lektor måltidskunskap
- 7 juli – Sverker Sörlin, professor miljöhistoria, författare
- 8 juli – Martin ”E-Type” Erikson, artist, krögare
- 9 juli – Hedvig Lindahl, fotbollsspelare, landslagsmålvakt
- 10 juli – Farah Abadi, programledare
- 11 juli – Josef Fares, spelutvecklare, regissör, manusförfattare
- 12 juli – Kateryna Martyniuk, student i Lviv, Ukraina
- 13 juli – Bengt Einar Johansson, lyssnarnas sommarvärd, entreprenör[4]
- 14 juli – Sara Hector, alpin skidåkare
- 15 juli – Jacob De Geer, entreprenör, grundare Izettle
- 16 juli – Mia Parnevik, tv-profil
- 17 juli – Oscar Magnusson, artist
- 18 juli – Emanuel Karlsten, journalist
- 19 juli – Vigdis Hjorth, författare
- 20 juli – Stefan Krakowski, författare, psykiater
- 21 juli – Cedwin Sandanam, körledare Tensta Gospel Choir
- 22 juli – Aliette Opheim, skådespelare
- 23 juli – Marie Agerhäll, regissör, manusförfattare, skådespelare
- 24 juli – Stefan Ingves, riksbankschef
- 25 juli – Mian Lodalen, författare, krönikör
- 26 juli – Anis Don Demina, influerare, DJ, artist
- 27 juli – Anne-Marie Eklund Löwinder, IT-säkerhetsexpert
- 28 juli – Lydia Sandgren, författare, psykolog
- 29 juli – Emma Schols, personlig assistent
- 30 juli – Alexander Abdallah, skådespelare, regissör
- 31 juli – Susanne Dahl, präst
- 1 augusti – Carl Hedin, ryttare, influerare
- 2 augusti – Katrine Marçal, journalist, författare
- 3 augusti – Siw Malmkvist, artist
- 4 augusti – Sebastian Stakset, rappare
- 5 augusti – Farshid Jalalvand, forskare, medicinsk mikrobiolog
- 6 augusti – Anna-Karin Palm, författare
- 7 augusti – Amy Deasismont, skådespelare, manusförfattare, artist
- 8 augusti – Robert Aschberg, journalist
- 9 augusti – Karin Stöckel, gruvarbetare
- 10 augusti – Gregor Zubicky, konstnärlig chef Svenska Kammarorkestern Örebro
- 11 augusti – Hana Al-Khamri, journalist, författare
- 12 augusti – Elin Röös, mat- och klimatforskare SLU
- 13 augusti – Henrik Brandão Jönsson, journalist, författare
- 14 augusti – Jörgen Persson, bordtennisspelare, förbundskapten
- 15 augusti – Jacques Mwepu, chef Kumlaanstalten
- 16 augusti – Lusine Djanyan, konstnär, medlem Pussy Riot
- 17 augusti – Åke Sellström, expert kemisk krigföring
- 18 augusti – Joy M'Batha, artist, konstnär
- 19 augusti – P-A Åhlén, biolog, expert invasiva djurarter
- 20 augusti – Bert-Åke Varg, skådespelare
- 21 augusti – Linnea Henriksson, artist, låtskrivare

## Sommar 2023
- 24 juni – Annie Lööf, före detta partiledare, jurist
- 25 juni – Renée Nyberg, programledare
- 26 juni – Axel Gordh Humlesjö, journalist
- 27 juni – Andreas Cervenka, journalist
- 28 juni – Jessie Sommarström, kock, Årets kock 2022
- 29 juni – Bo Landin, biolog, miljöjournalist
- 30 juni – Omar Rudberg, artist, skådespelare
- 1 juli – Hooja och Mårdis, artister
- 2 juli – Camilla Läckberg, författare, entreprenör
- 3 juli – Staffan Westerberg, skådespelare, regissör
- 4 juli – Bianca Salming, friidrottare, dotter till Börje Salming
- 5 juli – P.M. Nilsson, journalist
- 6 juli – Ina Lundström, komiker, poddare, journalist
- 7 juli – Charlotte von Essen, chef för Säkerhetspolisen
- 8 juli – Sussie Eriksson, sångerska, skådespelare
- 9 juli – Lina Wolff, författare, översättare
- 10 juli – Henrik von Eckermann, hoppryttare
- 11 juli – Nora Khalil, författare, lärare
- 12 juli – Eva Armini, lyssnarnas sommarvärd
- 13 juli – Mark Levengood, journalist, författare, programledare
- 14 juli – Maja Nilsson Lindelöf, influencer, entreprenör, designer
- 15 juli – Anders Eldeman, programledare
- 16 juli – Livia Fränkel, hedersordförande Föreningen Förintelsens Överlevande
- 17 juli – Tilde Addenbrooke, hjälparbetare i Ukraina, butiksbiträde
- 18 juli – Göran Greider, författare, journalist
- 19 juli – Lise Tamm, åklagare vid Internationella brottmålsdomstolen i Haag
- 20 juli – Hanna Marklund, fotbollsexpert, tidigare landslagsspelare
- 21 juli – Robert Hurula, artist, konstnär
- 22 juli – Malin Wollin, författare, journalist
- 23 juli – Sven Björklund, skådespelare, komiker
- 24 juli – Harald Mix, entreprenör, riskkapitalist
- 25 juli – Erik Grönwall, sångare
- 26 juli – Judith Gough, diplomat, Storbritanniens ambassadör
- 27 juli – Claes Eriksson, komiker
- 28 juli – Fatemeh Khavari, människorättsaktivist
- 29 juli – Christina Schollin, skådespelare
- 30 juli – David Thurfjell, professor i religionsvetenskap, författare
- 31 juli – Sofia Karlsson, sångerska, låtskrivare
- 1 augusti – Max Tegmark, forskare inom AI och fysik
- 2 augusti – Nino Ramsby, musiker, konstnär
- 3 augusti – Mark Isitt, arkitekturkritiker
- 4 augusti – Mabel McVey, artist
- 5 augusti – Babben Larsson, programledare
- 6 augusti – Staffan Göthe, dramatiker, skådespelare, regissör
- 7 augusti – Patrick Söderlund, spelentreprenör, spelutvecklare
- 8 augusti – Asabea Britton, barnmorska, influencer
- 9 augusti – Bert Sundström, utrikesreporter
- 10 augusti – Maria Wolrath Söderberg, docent i retorik
- 11 augusti – Sanne Salomonsen, rocksångerska
- 12 augusti – Anders Bagge, musiker, låtskrivare
- 13 augusti – Tarik Saleh, regissör
- 14 augusti – Ahmed Berhan, komiker, programledare
- 15 augusti – Robert Fux, skådespelare, dragartist
- 16 augusti – Jila Mossaed, författare, poet, ledamot i Svenska Akademien
- 17 augusti – Hanna Johannesson, professor i mykologi
- 18 augusti – Mattias Andersson, dramatiker, regissör, Dramatenchef
- 19 augusti – Titiyo Jah, artist
- 20 augusti – Sauli Niinistö, Finlands president

## Sommar 2024
- 22 juni – Hampus Nessvold, skådespelare
- 23 juni – Lasse Åberg, grafisk formgivare
- 24 juni – Ellen Krauss, singer-songwriter
- 25 juni – Birgitta Ohlsson, före detta liberal minister, avdelningschef NDI
- 26 juni – Joakim Paasikivi, överstelöjtnant
- 27 juni – Vivi Wallin, influencer ”Mammasanningar”, poddare
- 28 juni – Lasse Berg, journalist, författare
- 29 juni – Marcus Wandt, astronaut
- 30 juni – Anna Lindmarker, före detta nyhetsankare
- 1 juli – Trolle Rhodin, cirkusdirektör
- 2 juli – Cecilia Uddén, Mellanösternkorrespondent
- 3 juli – Johanna Nordström, komiker, poddare
- 4 juli – Carl Bildt, före detta statsminister Moderaterna
- 5 juli – Jennie Walldén, tv-kock
- 6 juli – Sigge Eklund, poddare, författare
- 7 juli – Malena Ivarsson, sexolog
- 8 juli – Ulf Karl Olov "UKON" Nilsson, poet, psykolog
- 9 juli – Oscar Stenström, civilingenjör, före detta Nato-förhandlare
- 10 juli – Zećira Mušović, fotbollsmålvakt
- 11 juli – Stella Österling, före detta SiS-placerad, föreläsare
- 12 juli – Andrev Walden, författare
- 13 juli – Sanna Sundqvist, skådespelare
- 14 juli – Lasse Holm, låtskrivare, artist
- 15 juli – Alexander Hermansson, barnprogramledare
- 16 juli – Lars Strannegård, rektor Handelshögskolan Stockholm
- 17 juli – Alva Sparrevik, lyssnarnas sommarvärd, studerande
- 18 juli – Ayan Ahmed, skådespelare
- 19 juli – Olof Lundh, sportjournalist
- 20 juli – Josefine Jinder, artist
- 21 juli – Niklas Ekstedt, kock
- 22 juli – Karin Olofsdotter, Sveriges ambassadör i Ryssland
- 23 juli – Kristian ”The Tallest Man on Earth” Matsson, artist
- 24 juli – Kenza Zouiten Subosic, influencer
- 25 juli – Kim Söderström, byggnadsarbetare, ordförande Byggnads GävleDala
- 26 juli – Sofi Jeannin, dirigent
- 27 juli – Stefan Larsson, teaterregissör
- 28 juli – Titti Schultz, programledare
- 29 juli – Lars Förberg, finansman
- 30 juli – Åsa Romson, före detta språkrör Miljöpartiet
- 31 juli – Omar Alshogre, människorättskämpe
- 1 augusti – Markus Torgeby, samtidspredikant
- 2 augusti – Judith Kiros, poet
- 3 augusti – Ebba Andersson, längdskidåkare
- 4 augusti – Ia Langhammer, skådespelare
- 5 augusti – Amir Rostami, professor kriminologi
- 6 augusti – Herbert Blomstedt, dirigent
- 7 augusti – Petra Malm, före detta elitsoldat, programledare
- 8 augusti – Nathalie ”Cleo” Missaoui, rappare
- 9 augusti – Jens Bergensten, designchef Minecraft
- 10 augusti – Majgull Axelsson, författare
- 11 augusti – Matilda Djerf, entreprenör
- 12 augusti – Alhaji Jeng, friidrottsexpert
- 13 augusti – Arne Müller, journalist
- 14 augusti – Caroline Ringskog Ferrada-Noli, författare, poddare
- 15 augusti – Linnéa "Rektor Linnéa" Lindquist, biträdande rektor, skoldebattör
- 16 augusti – Niklas Natt och Dag, författare
- 17 augusti – Marcus och Martinus Gunnarsen, artister
- 18 augusti – Suzanne Osten, regissör

## Sommar 2025
- 21 juni – Petra Mede, komiker programledare
- 22 juni – Johan Floderus, EU-tjänsteman
- 23 juni – Peter Haber, skådespelare
- 24 juni – Alexander Ahndoril och Alexandra Coelho Ahndoril, författare
- 25 juni – Ludmila Engquist, före detta friidrottare
- 26 juni – Erik Thedéen, riksbankschef
- 27 juni – Dragomir Mrsic, skådespelare
- 28 juni – Linnea Wikblad, programledare
- 29 juni – Klas Eriksson, skådespelare
- 30 juni – Ida Johansson, skådespelare Glada Hudik-teatern
- 1 juli – Tess Olofsson, fotbollsdomare
- 2 juli – Messiah Hallberg, komiker
- 3 juli – Jana Söderberg, föreläsare terapeut
- 4 juli – Göran Rosenberg, författare journalist
- 5 juli – Edward af Sillén, manusförfattare, regissör
- 6 juli – Felipe ”Fille” Leiva Wenger, artist, karaktären ”Lilla Al-Fadji”
- 7 juli – Hania Rosenberg, Förintelseöverlevande
- 8 juli – Andreas Norlén, riksdagens talman
- 9 juli – Anna Brandenberg, undersköterska hemtjänsten
- 10 juli – Cecilia Hagen, journalist
- 11 juli – Bitte Hammargren, Mellanösternanalytiker
- 12 juli – Pascal Engman, författare
- 13 juli – Eva Röse, skådespelare
- 14 juli – Robin Nazari, artist
- 15 juli – Ida Engvoll, skådespelare
- 16 juli – Hans Grundberg, FN:s särskilda sändebud i Jemen, diplomat
- 17 juli – Robin Olovsson, poddare, historielärare
- 18 juli – Kateryna Kisten, skådespelare
- 19 juli – Lotta Engberg, artist, programledare
- 20 juli – Thomas Stenström, artist
- 21 juli – Yvonne Hirdman, professor i kvinnohistoria
- 22 juli – Christina Nilsson, operasångerska
- 23 juli – Anders Eriksson, Lyssnarnas Sommarvärd, entreprenör
- 24 juli – Gina Dirawi, programledare
- 25 juli – Carl Folke, forskare i miljö och hållbarhet
- 26 juli – Zeina Mourtada, matprofil
- 27 juli – Lennart Jähkel, skådespelare
- 28 juli – Henrik Berggren, författare, historiker
- 29 juli – Maryam Moghaddam, regissör
- 30 juli – Lars Svendsen, filosof
- 31 juli – Fatima Jelassi, artist
- 1 augusti – Margrethe Vestager, före detta EU-kommissionär för konkurrens
- 2 augusti – Karolina Ramqvist, författare
- 3 augusti – Axel Åhman, humorgruppen KAJ, författare
- 4 augusti – Rissa Seidou, områdespolis Järva
- 5 augusti – Bo Ekman, näringslivsprofil, grundare av Tällberg Foundation
- 6 augusti – Malin Ackermann, bokhandlare
- 7 augusti – Julia Ravanis, teknikhistoriker, författare
- 8 augusti – Per Persson, artist
- 9 augusti – Jonna Sundling, skidåkare
- 10 augusti – Britt Ekland, skådespelare
- 11 augusti – Lotta Klemming, ostrondykare
- 12 augusti – Clas Svahn, journalist, UFO-expert
- 13 augusti – Mikael Wiehe, artist
- 14 augusti – Isabelle Haak, volleybollspelare
- 15 augusti – Aya Kanbar, poet
- 16 augusti – Ella Carlsson, generaldirektör Rymdstyrelsen
- 17 augusti – Roland Pöntinen, pianist